# Zuzanna (poemat Kochanowskiego)
Zuzanna – poemat Jana Kochanowskiego, opublikowany na początku 1562 lub pod koniec 1561 r. nakładem drukarni Macieja Wirzbięty. Utwór zadedykowany został Elżbiecie z Szydłowieckich, żonie Mikołaja Radziwiłła Czarnego, zmarłej 20 czerwca 1562 roku. Treść utworu nawiązuje do biblijnej postaci Zuzanny z Księgi Daniela.
Do pierwszego wydania poematu Kochanowski dołączył swoją Pieśń  XXV (Czego chcesz od nas, Panie, za Twe hojne dary).

## Fabuła utworu
Kochanowski w Zuzannie podjął bardzo popularny w okresie renesansu temat zaczerpnięty ze starotestamentowej Księgi Daniela, pojawiający się zarówno w malarstwie, jak i w literaturze. Zuzanna, żona Joakima, jest podglądana w kąpieli przez dwóch lubieżnych starszych mężczyzn, a następnie szantażowana: albo im się odda, albo ogłoszą, że dopuściła się cudzołóstwa z jakimś młodzieńcem. Zuzanna nie zgadza się na popełnienie grzechu, więc staje przed sądem. Bóg zsyła proroka Daniela, który ujawnia, że starcy kłamią, zadając im zręczne pytania. W malarstwie renesansowym prezentowano zazwyczaj sam moment podglądania Zuzanny w kąpieli przez mężczyzn, Kochanowski jednak w swoim utworze skupił się na przeżyciach wewnętrznych bohaterki w momencie podejmowania przez nią decyzji. Poeta podkreślił w ten sposób wizerunek Zuzanny jako cnotliwej kobiety i żony.

## Konstrukcja
Jest to jeden z wczesnych utworów Jana Kochanowskiego. Poemat składa się z 202 wersów pisanych czternastozgłoskowcem ze średniówką po ósmej sylabie. Do właściwego tekstu Zuzanny autor dołączył dwanaście wersów pełniących funkcję dedykacji, o odmiennej od właściwego tekstu budowie: jest to trzynastozgłoskowiec ze średniówką po siódmej sylabie. W całym tekście występują rymy dokładne, półtorazgłoskowe i akcentowe.